# کاپیل شارما
کاپیل شارما (به انگلیسی: Kapil Sharma) (زاده ۲ آوریل ۱۹۸۱) بازیگر هندی است.
از فیلم های معروف او می توان به بازی در فرنگی، کسی که باید عاشقش باشم، زویگاتو و خدمه اشاره کرد.